# Дегоши, Люсьен
Люсьен Дегоши (фр. Lucien Degauchy; 11 июня 1937 — 11 февраля 2022) — французский политик, бывший депутат Национального собрания Франции.

## Биография
Родился 12 июня 1937 г. в поселке Отфонтен (департамент Уаза).
Люсьен Дегоши впервые баллотировался в депутаты Национального собрания Франции по 5-му избирательному округу департамента Уаза в 1993 году и сумел одержать победу. После этого он еще четыре раза избирался депутатом Национального собрания.
На выборах в Национальное собрание в 2017 году Люсьен Дегоши не выдвигался в депутаты, но выступил в качестве заместителя своего бывшего заместителя Пьера Ватена, выигравшего эти выборы.
В 2020 году он вновь был переизбран мэром поселка Куртьё.

## Занимаемые выборные должности
с 13.03.1977 — мэр поселка Куртьё 

02.04.1993 — 20.06.2017 — депутат Национального собрания Франции от 5-го избирательного округа департамента Уаза 

01.12.1995 — 22.03.2015 — член Генерального совета департамента Уаза от кантона Аттиши